# Rio Assureira
O rio Assureira é um rio português que nasce no Parque Natural de Montesinho, perto da freguesia de Pinheiro Novo, concelho de Vinhais. O pequeno rio acaba por afluir no rio Rabaçal perto de Contim. na freguesia de Santalha, após percorrer cerca de 14 quilómetros.